# Schloss Boyadel

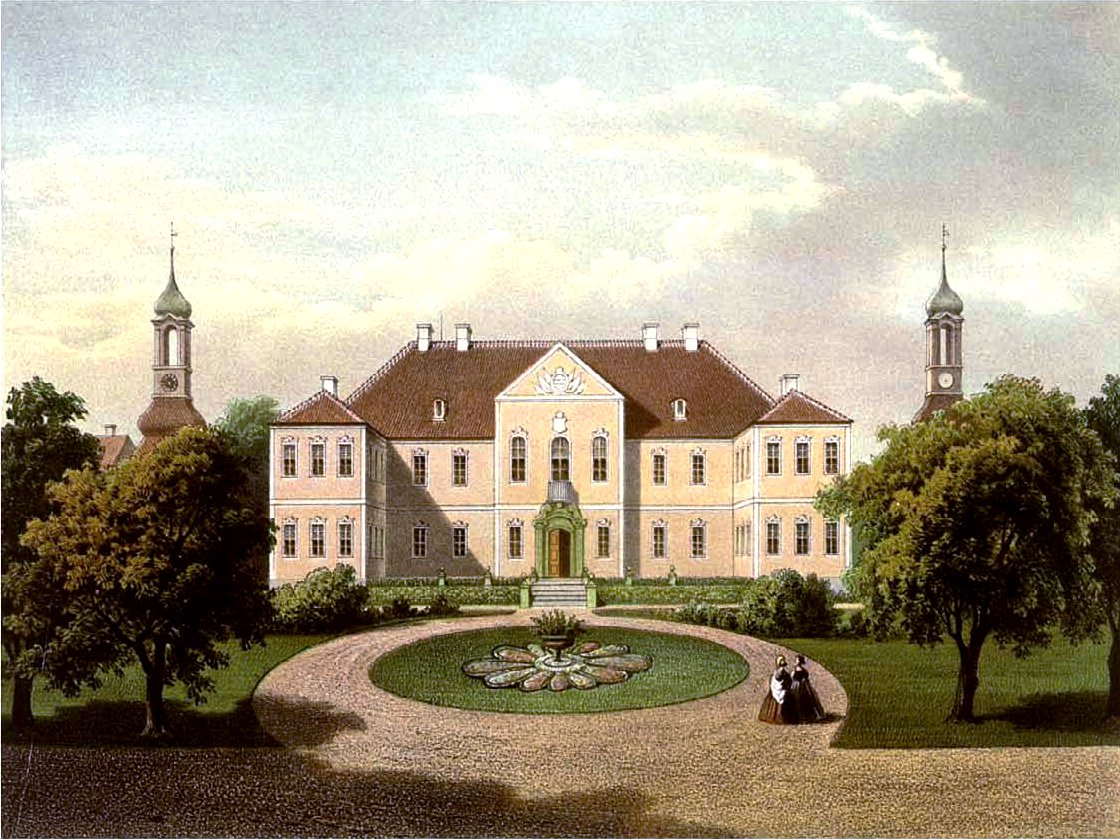
Schloss Boyadel Sammlung Alexander Duncker um 1861/62.

Schloss Boyadel (polnisch Pałac w Bojadłach) befindet sich im  polnischen Bojadła, nahe der historischen Grenze zwischen Brandenburg und Großpolen. Heute liegt das Schloss im Powiat Zielonogórski in der Woiwodschaft Lebus.

## Geschichte
Es war zeitweise im Besitz der Jesuiten aus Glogau. Um 1650 erwarb Adam Wenzel von Kottwitz den Ort, in dessen Familienbesitz dieser bis 1904 blieb. Im Jahr 1702 teilte dieser die Güter unter seinen Söhnen, wobei Adam Boyadel erhielt. Letzterer ließ 1707 ein Barockschloss errichten, das 1720 sein Bruder David Heinrich erbte. Bei einem Brand wurde das Schloss 1731 fast völlig zerstört, woraufhin das heutige Barockschloss errichtet wurde.
Nach Verwüstungen des Siebenjährigen Krieges wurde das Schlossinnere im Stil des Rokoko neu stuckiert. Um 1894 gehörte das Anwesen mit den Gutsbezirken Boyadel, Kerne, Mesche und sieben gutsherrlichen Vorwerke dem Baron Leopold von Kottwitz, seit 1857 mit Anna von Oertzen-Roggow liiert. Bevollmächtigter vor Ort war für den Gutsherrn der Amtsvorsteher, die Gutsverwaltung leiteten zwei Inspektoren. Zwischendurch war der Besitz immer wieder in Pacht gegeben und wurde als Gut nicht direkt selbst betrieben.
Nach 1904 war das Schloss in Besitz von Reinhard von Scheffer-Boyadel. Scheffer selbst war erst 1890 in Preußen nobilitiert und 1906 dort in den Freiherrenstand erhoben worden, gebunden an den Fideikommiss Boyadel und mit dem Namenszusatz von Scheffel-Boyadel. Der spätere General und Träger des Hohen Ordens vom Schwarzen Adler und des Pour le Mérite war zweimal verheiratet, jeweils mit der Tochter eines Kommerzienrates. Aus erster Ehe stammte der Boyadel Erbe, Adolf von Scheffer (1886–1945), der mit seiner zweiten Frau in den letzten Kriegstagen in Berlin starb. Ihre Nachfahren lebten dann zumeist in Hessen.
1937 gehörten zum Herrensitz die Waldgüter Boyadel und Kern, das Vorwerk Alexanderhof, das Rentamt als Verwaltungseinheit, eine Ziegelei und eine Zementfabrik, Gesamtfläche 2690 ha. Die Brennerei, die Molkerei und einige Ländereien davon waren verpachtet.
Nach Übernahme der Region durch polnische Kommunisten wurde das Schloss als Grundschule und als Ferienheim genutzt. Nach Privatisierung 1989 verfiel die Anlage. Heute kümmert sich die Stiftung Fundacja Pałac Bojadła um die Restaurierung der Anlage, die u. a. als Museum genutzt werden soll.

## Bauwerk
Das zweigeschossige, dreiflügelige Schloss ist von einem Walmdach gedeckt. Mit dem cour d’honneur und zwei kubischen Wachhäusern mit Zwiebelhauben öffnet sich die Anlage zur Straße. Jenseits der Straße befindet sich der noch als barocke Anlage erkennbare Garten. Der Hauptbau des Schlosses hat einen Mittelrisalit, dessen Tympanon mit einer Inschriftkartusche ausgefüllt ist. Bemerkenswert sind das von ionischen Doppelpilastern gerahmte Hauptportal und die Fenster, die üppige Rokokostuckaturen tragen.